# Alexandru Solomon

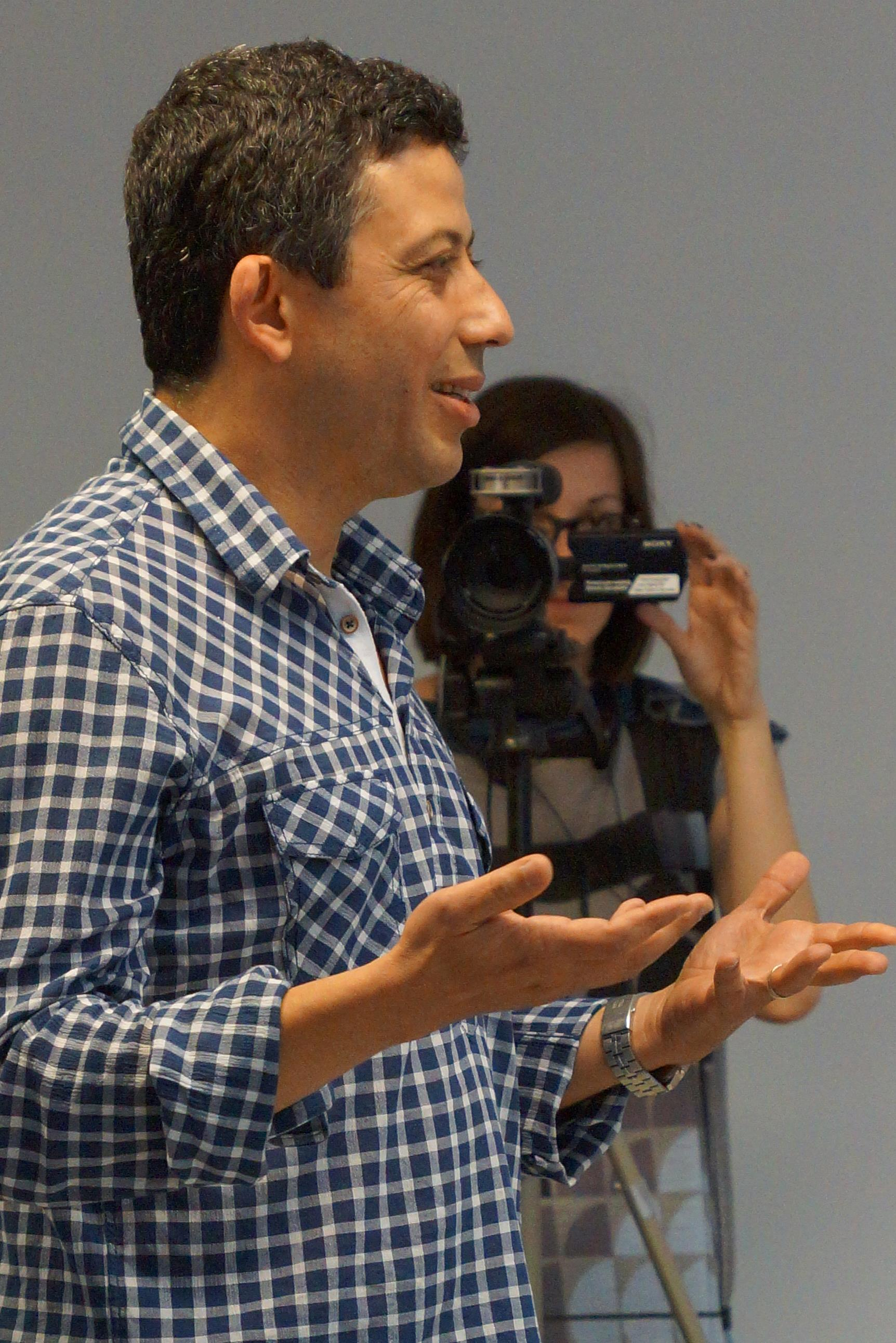
Alexandru Solomon (2013)

Alexandru Solomon (geboren am 22. Juni 1966 in Bukarest) ist ein rumänischer Filmregisseur.

## Leben
Alexandru Solomon ist ein Sohn des Schriftstellers und Übersetzers Petre Solomon (1923–1991) und der Malerin und Kunsthistorikerin Yvonne Hasan (1925–2016). Er ist mit der Filmproduzentin Ada Solomon verheiratet.
Solomon studierte Kamera an der Nationaluniversität der Theater- und Filmkunst „Ion Luca Caragiale“ und drehte zunächst Dokumentarfilme. So drehte er 2011 über Ion Luca Caragiales Zeit in Berlin den Film Das Brot des Exils  Mit dem Film Ouăle Lui Tarzan war er 2018 für den European University Film Award nominiert.

## Filme (Auswahl)
- Marele jaf comunist. 2004
- Cold waves : la guerre radiophonique. Dokumentation. Bukarest : Hifilm Productions, 2007
- Kapitalism : our improved formula. Paris : CAT & DOCS, 2011
- Ouăle Lui Tarzan. 2017